# Pipistrellus deserti
Pipistrellus deserti — вид роду нетопирів.

## Середовище проживання
Країни поширення: Алжир, Єгипет, Лівія, Марокко, Судан. Це найпоширеніший вид в оазах Сахари. Мешкає в пустельному і напівпустельному середовищі, але в основному пов'язаний з оазисними пальмами. Сідала лаштує на пальмах і в будівлях, в тому числі в скелястих районах.

## Загрози та охорона
Загрози не відомі. Може перебувати в охоронних районах.